# Hogna migdilybs
Hogna migdilybs este o specie de păianjeni din genul Hogna, familia Lycosidae. A fost descrisă pentru prima dată de Simon, 1886.
Este endemică în Senegal. Conform Catalogue of Life specia Hogna migdilybs nu are subspecii cunoscute.